# 劇情片
劇情片（英語：drama film）是一种电影类型，以故事或语气上更严肃为主题的虚构电影（或半虚构作品），有的也具有强烈的戏剧性（例如情节或人物冲突），相对于浪漫喜剧电影。在台湾，劇情片一般長度在30分鐘或以上，以電影院作為發行對像。相對於其他片種如動作片或愛情片以動作或愛情帶動故事的推進，劇情片主要以故事的劇情變化或角色性格的發展帶動整套電影的進行。